# Feathers with Jaki
Feathers with Jaki ist ein Jazzalbum von Howard Riley. Die 1984 und 1988 in der Royal Festival Hall, bzw. im Porcupine Studio in London entstandenen Aufnahmen erschienen 1996 auf Slam Productions.

## Hintergrund
Howard Riley war ein Pianist, der sich auf der Grenze zwischen Free Jazz und Post-Bop bewegt habe, notierte Steve Loewy. Jaki Byard arbeitete im Duo mit Riley an einer fast 20-minütigen Version von „’Round Midnight“ und einer Live-Aufnahme von Monks „Straight No Chaser“, aufgenommen in London. Bei den verbleibenden Titeln ist Riley mit seinem Trio (Mario Castronari am Bass und Tony Marsh am Schlagzeug) im Studio zu hören, was wie völlig improvisierte Vignetten wirke, schrieb Steve Loewy. Eine Ausnahme bildet der Jazzstandard „Yesterdays“.
Track 1 und 2 wurden am 29. August 1984 in der Royal Festival Hall in London aufgenommen und ursprünglich auf LP als Live at the Royal Festival Hall auf Leo Records (LR133) veröffentlicht. Track 3 bis 9 wurden am 10. Januar 1988 im Porcupine Studio in London aufgenommen und ursprünglich auf LP als Feathers (Spotlite Records SPJ536) veröffentlicht.

## Titelliste
- Howard Riley: Feathers with Jaki (Slam Productions SLAMCD 215)[1]

1. ’Round Midnight (Thelonious Monk) 17:16
2. Straight No Chaser (Thelonious Monk) 4:27
3. Swigger Swagger 7:00
4. Feathers 4:08
5. Subway One 4:53
6. Sweet But Short 2:44
7. Yesterdays (Jerome Kern, Otto Harbach) 7:39
8. Subway Two 5:23
9. The Clochard 5:32

Wenn nicht anders vermerkt, stammen die Kompositionen von Howard Riley.

## Rezeption
Steve Loewy verlieh dem Album in Allmusic vier Sterne und schrieb, Riley und Byard würden ein gemeinsames Idiom teilen, in dem sich ihre Klänge vermischten, was es manchmal schwierig mache, sie voneinander zu unterscheiden. Im Rahmen seines Trios erkunde Riley erfolgreich eine große Vielfalt an Stimmungen und Klangfarben. diese lohnenden Unternehmungen würden eine ausgesprochen subtile Wirkung liefern und das Potenzial besitzen, den Pianisten einem breiteren Publikum vorzustellen.
Richard Cook und Brian Morton (The Penguin Guide to Jazz) fühlen sich bei dem Aufeinandertreffen von Riley und Byard an die Begegnung von Cecil Taylor und Mary Lou Williams erinnert, sie zählen das Album Feathers with Jaki zu den vergessenen Klassikern des britischen Jazz.